# 닛폰바시

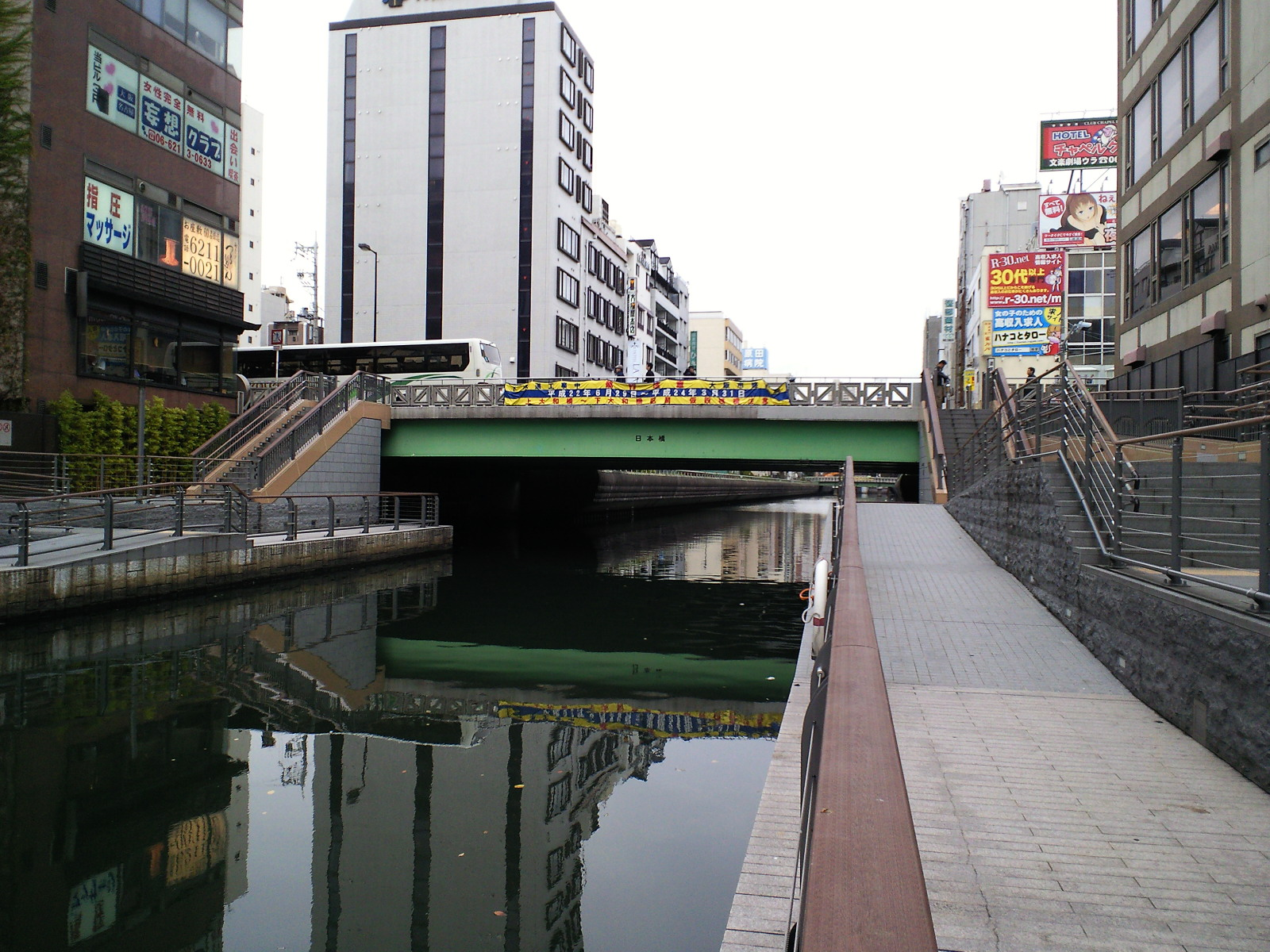
닛폰바시 다리

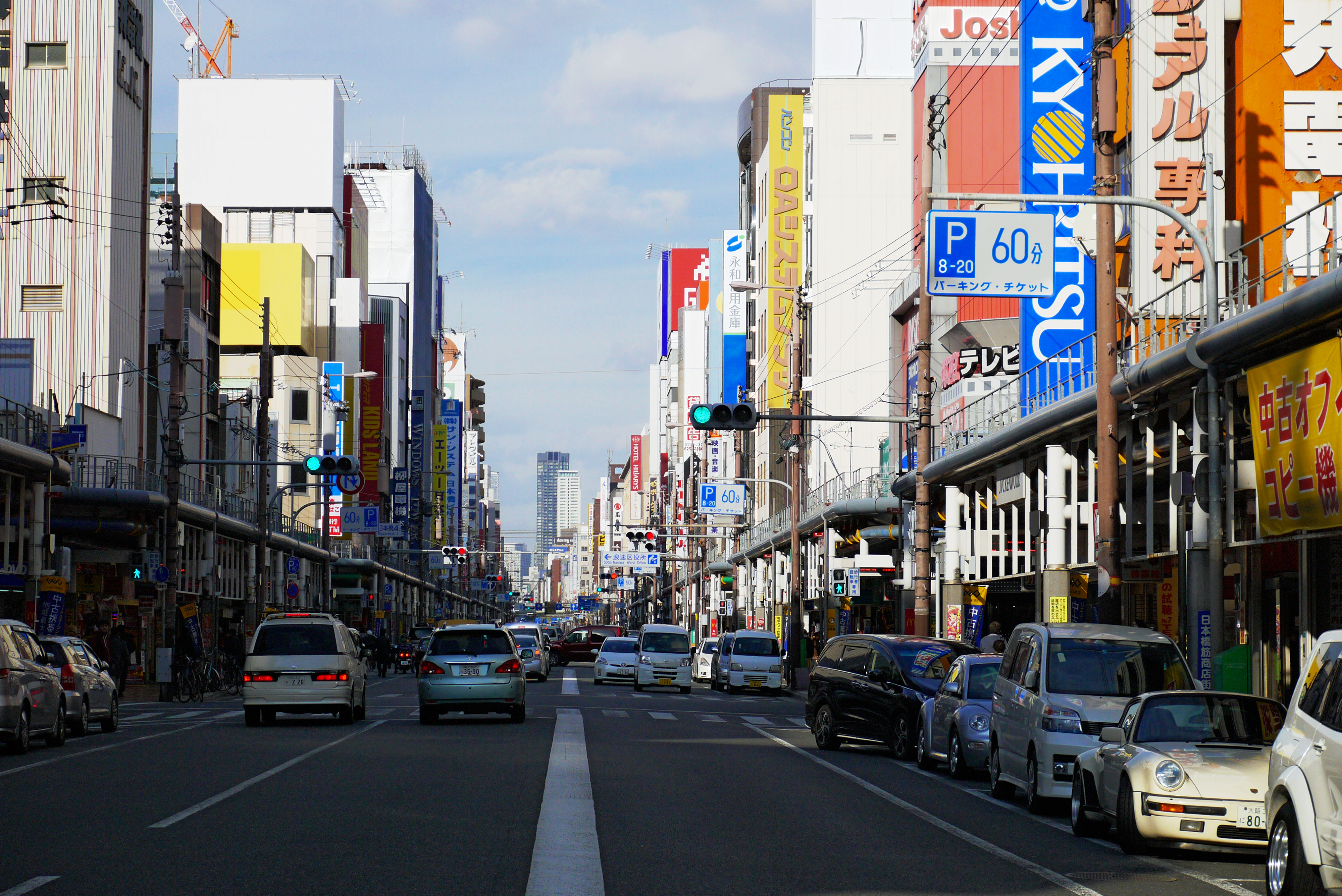
덴덴타운

닛폰바시(日本橋)는 일본 오사카부 오사카시 주오구 및 나니와구에 걸친 도톤보리강 위의 다리 및 그 일대의 상가이다. 닛폰바시는 가구, 도구 상점들 및 전자기기, 애니메이션, 만화 등 오타쿠 물품들에 전문화된 상점들로 유명하다.
한자로는 도쿄도 주오구 니혼바시와 똑같이 쓰이지만, 발음만 다르게 한다.

## 역사
에도 시대 동안, 이 지역은 나가마치(長町)라 불리던 역참 마을이었다. 1792년과 1872년, 시에서 이 지역의 지명을 나가마치에서 닛폰바시로 변경했다. 메이지 및 다이쇼 시대에는, 이 지역에 중고 서점들이 위치하고 있다. 제2차 세계 대전 이후, 많은 전자제품 상점들이 위치하게 되어 있었으며, 덴덴타운이 본격적으로 알리게 되었다.

## 덴덴타운
덴덴타운은 다양한 전자 제품들과—오사카 및 간사이 지방 특유의—경제적인 가격으로 잘 알려진 닛폰바시의 전자상가이다. 면세점들도 이곳에 위치해 있다.